# Большой Каретный (песня)
Где твои семнадцать лет?

На Большом Каретном.

А где твои семнадцать бед?

На Большом Каретном.

А где твой чёрный пистолет?

На Большом Каретном.

А где тебя сегодня нет?

На Большом Каретном.

Помнишь ли, товарищ, этот дом?

Нет, не забываешь ты о нём.

Я скажу, что тот полжизни потерял,

Кто в Большом Каретном не бывал!

        Ещё бы, ведь

Где твои семнадцать лет?

На Большом Каретном.

          …
«Большо́й Каре́тный» — песня Владимира Высоцкого, написанная осенью 1962 года. Вариант названия — «На Большом Каретном».

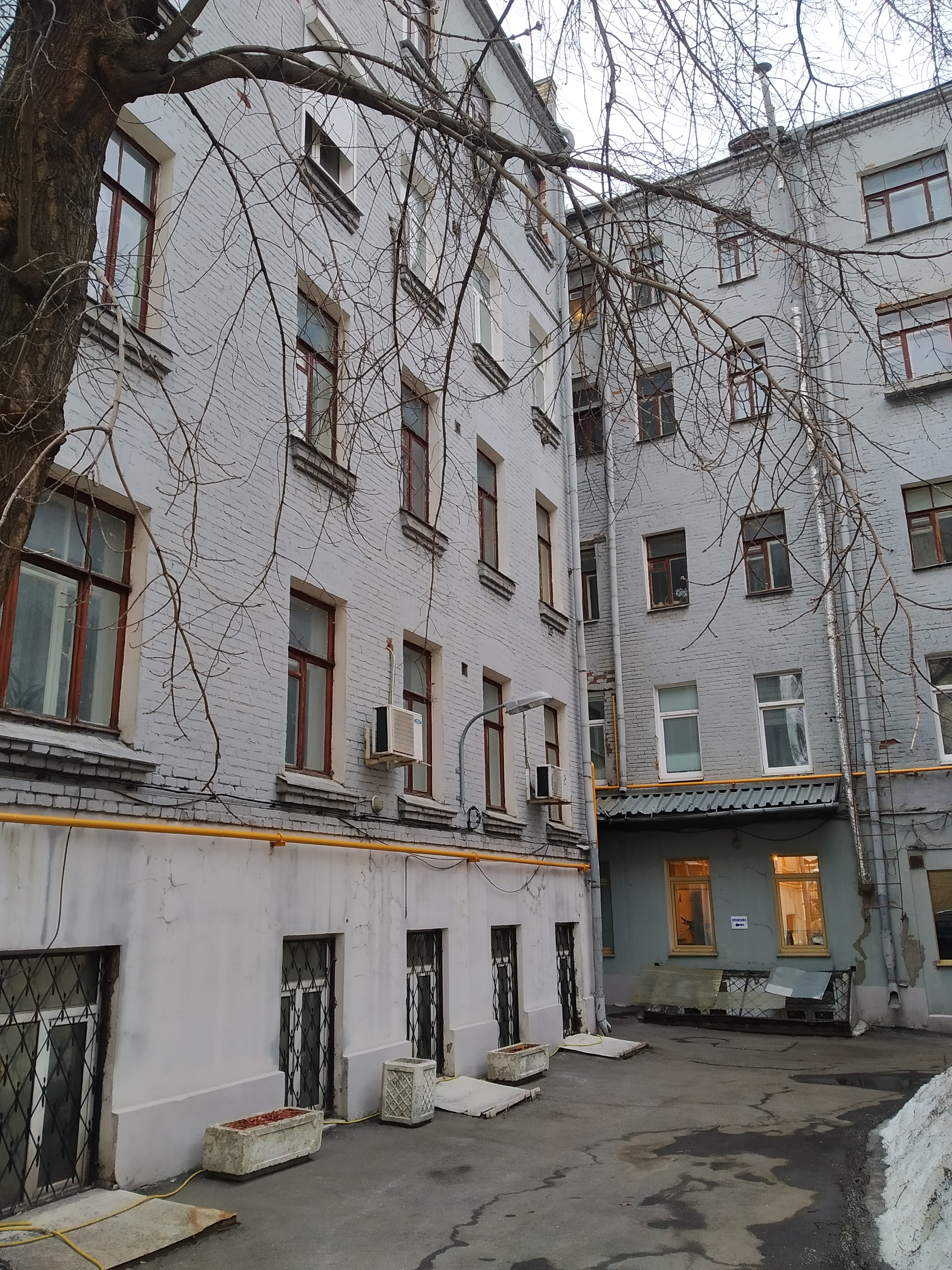
Тот самый дом на Большом Каретном

## Описание
Песня передаёт ностальгические переживания лирического героя (который во многом ассоциируется с самим Владимиром Высоцким) о периоде его жизни в Большом Каретном переулке. Песня была посвящена другу юности Высоцкого — Левону Кочаряну.
На своих выступлениях автор так рассказывал об этом времени: «Когда я начинал писать свои песни, я предполагал их писать для очень маленькой группы своих близких друзей. Мы жили в Москве много лет тому назад, в квартире в Большом Каретном переулке, у моего друга, у Лёвы Кочаряна, в течение полутора лет. Там хорошая компания собиралась, там бывал часто и с нами вместе провёл эти годы Вася Шукшин, Тарковский Андрей; и многие другие. Тогда выработалась такая манера дружественная, раскованная, непринужденная, я чувствовал себя свободно, потому что это были мои близкие друзья — я знал, что всё, что я им буду петь и рассказывать, им интересно. В общем, эти песни, я думаю, стали известны именно из-за того, что у них такой вот дружеский настрой, желание что-то рассказать, вот так, друзьям».

## Наиболее известные записи
Одна из ранних записей песни была сделана в домашней студии у звукорежиссёра Константина Мустафиди. В этой записи 3-я строка припева выглядит так: «А где не гаснет ночью свет? На Большом Каретном».
Существуют также записи:
- со 2-й строкой припева в виде «А где начало твоих бед? На Большом Каретном»;
- с 3-4-й строками I строфы в виде «Верю, вспоминаешь | Ты о нём!».

В сентябре 1977 г. во Франции для альбома «Натянутый канат» (La Corde Raide) была сделана студийная запись песни с инструментальным ансамблем. В этом исполнении Высоцкому подпевал цыганский хор, что для Высоцкого нетипично.
12.4.1979 г. песня была исполнена автором на концерте в Торонто, в составе небольшого попурри из ранних песен.
17.5.1979 г. Высоцкий исполнил эту песню в цветном видеопослании для Уоррена Битти.

## Первые издания
- Текст песни был впервые напечатан при жизни поэта, в сборнике «Песни русских бардов». Тексты. Серия 3. / Составитель В. Аллой, оформление Льва Нусберга. — Paris: YMCA-Press, 1977, 160 с.
- Песня была включена в состав пластинки «Большой Каретный» (1989) — 7-й пластинки серии «На концертах В. Высоцкого».

## Другие исполнители
- Хор бардов
- Валерий Золотухин, Ирина Линдт, хор и «оркестр креольского танго»
- Сергей Безруков и «CASUAL»
- Валерий Золотухин (отдельно)
- Гарик Сукачёв
- Александр Домогаров в рамках проекта «Дороги Высоцкого»